# (200420) 2000 SX208
(200420) 2000 SX208 es un asteroide perteneciente al cinturón de asteroides, región del sistema solar que se encuentra entre las órbitas de Marte y Júpiter, descubierto el 25 de septiembre de 2000 por el equipo del Lincoln Near-Earth Asteroid Research desde el Laboratorio Lincoln, Socorro, Nuevo México, Estados Unidos.

## Designación y nombre
Designado provisionalmente como 2000 SX208. 

## Características orbitales
2000 SX208 está situado a una distancia media del Sol de 2,403 ua, pudiendo alejarse hasta 2,852 ua y acercarse hasta 1,953 ua. Su excentricidad es 0,187 y la inclinación orbital 5,515 grados. Emplea 1360,62 días en completar una órbita alrededor del Sol.

## Características físicas
La magnitud absoluta de 2000 SX208 es 16,6. Tiene 3,014 km de diámetro y su albedo se estima en 0,059. 